# Cherry (モデル)
Cherry（チェリー、1990年11月4日 - ）は、日本の女性ファッションモデル、タレント、書道家。
東京都出身。Sunrise Fierd Marketing所属。PINX.MANAGEMENTと業務提携している。

## 来歴
- 2012年4月、雑誌「GLITTER」（トランスメディア株式会社）の専属モデルとして芸能界デビュー。
- 2013年7月から、日本テレビ『なんでもワールドランキング ネプ&イモトの世界番付』にスペイン代表（G20）として出演している。
- 2014年4月からは、フジテレビ『MONDAY FOOTBALL R』の番組アシスタントとして、レギュラー出演している。

## 人物
日本人の父とスペイン人の母をもつハーフ。語学は日本語と英語。幼少期は英語を話すことができなかったが独学で身につけ、現在では流暢に話すことができる。
4人姉妹の2番目。
趣味は日本舞踊、ベリーダンス、ビクラムヨガ、マウンテンバイク、一人旅、名言収集、読書、薬局巡り、Mind map作り。特技は書道、英会話、ポエム。書道は高校から続けており、時間さえあれば没頭している。草書体を好んで書く。
好きな食べ物はトン汁、グラタン、チーズ（特にハルミチーズ）。コーヒーを毎日飲む。辛い物が苦手。
2012年12月、1期生として加入していたTOKYO GIRLS RUNの活動の一環として、ホノルルマラソンを完走。ランニングは今も続けている。

## 出演

### テレビ
現在
- なんでもワールドランキング ネプ&イモトの世界番付（日本テレビ、2013年7月26日 -  ） - G20スペイン代表。

過去
- MONDAY FOOTBALL R（フジテレビ、2014年4月14日-9月）アシスタントレギュラー。
- TOKYO BRANDNEW GIRLS（テレビ東京、2012年4月1日-10月）
- 芸人報道―GNN-（日本テレビ、2012年6月）
- 見破れ！トリックハンター～超豪華！大トリック祭！今年最高のタネあかしBEST10（日本テレビ、2012年12月17日）
- ラフピー!（琉球放送、2013年3月29日）
- もってる!? モテるくん（読売テレビ、2013年3月30日）
- ケンコバがイク！ちゅらイイ！GIRLS UP STAGE in沖縄国際映画祭（TBS、2013年4月3日）
- BS吉テレ　ナオミクローゼット（BS日テレ、2013年4月11日）
- 沖縄国際映画祭特番（NOTTV、2013年5月2日）
- カスペ! 金持ち坊ちゃん×貧乏芸人のマジか！？な私生活を大告白SP（フジテレビ、2013年7月16日）
- 有田のヤラシイハナシ（TBS、2013年12月13日・2014年2月21日）
- 人生が変わる1分間の深イイ話（日本テレビ、2014年1月27日）

### 雑誌
- GLITTER　専属モデル（トランスメディア株式会社、2012年5月号 -　2013年5月号 ）

### CM
- プリンススノーリゾートキャンペーン（2013年12月―2014年3月）

### WEB
- Rady（2012年7月―）
- LIBERA ROOM（2013年3月―）
- Foxy Heart（2013年4月―2014年3月、イメージモデル）
- Bonny Chic（2013年7月―9月）
- ナウアイスタイル（2013年9月―）
- HIT IT！エンタメプラス+～千駄ヶ谷チェック～（音楽事業者協会・2013年10月、ナレーター）

### その他
- TOKYO GIRLS RUN（2012年4月―2013年3月、1期生）
- Rake「ONE WAY」（2013年2月27日発売、MV出演）
- 沖縄国際映画祭（2013年3月24日、ファッションショー出演）
- Serena「Winter Dream」（2014年3月5日発売、MV出演）
- 関西コレクション2014S/S（2014年3月16日、ファッションショー出演）